# Eriothrix micronyx
Eriothrix micronyx là một loài ruồi trong họ Tachinidae.